# Lac Mesgouez
Lac Mesgouez är en sjö i Kanada.   Den ligger i regionen Nord-du-Québec och provinsen Québec, i den östra delen av landet, 700 km norr om huvudstaden Ottawa. Lac Mesgouez ligger 305 meter över havet. Arean är 132 kvadratkilometer.
Trakten runt Lac Mesgouez är nära nog obefolkad, med mindre än två invånare per kvadratkilometer.